# Deportivo Amatitlán
El Deportivo Amatitlán es un equipo de fútbol de Guatemala que milita en la Primera División, la segunda liga de fútbol más importante del país.Ascenso logrado el 22 de mayo de 2021 de la mano del Técnico pepitero Eriseldo Almeda y Sergio el Negro Diaz

## Historia
Fue fundado el 30 de septiembre de 1962 en la ciudad de Amatitlán con el nombre Finanzas Industriales por razones de patrocinio con el Ministerio de Finanzas de Guatemala. El ministerio dejó de patrocinar al club al finalizar la temporada 1985/86. Cuentan también con una sección en fútbol femenil.
Han estado en la Liga Nacional de Guatemala en varias temporadas por tres etapas, en donde han jugado en más de 450 partidos, incluyendo un tercer lugar en la temporada de 1983 bajo su antiguo nombre.

## Palmarés
- Copa de Guatemala: 1
  - 1996

- Primera División: 1
  - 1959-60

## Jugadores destacados
- Jorge Hilton
- Ricardo Jerez Hidalgo
- Selvin Pennant
- José Emilio Mitrovich
- Marco Fión
- Julio García Guzmán
- Armando Melgar
- Lijón de León
- Raúl Chacón.